# Nathaniel Rochester
Nathaniel Rochester (Buffalo, 14 gennaio 1919 – Newport, 8 giugno 2001) è stato un informatico statunitense.
Lavorando per l'IBM, ha progettato l'IBM 701, il primo computer commerciale della storia, oltre al primo linguaggio assembly simbolico. È inoltre considerato uno dei pionieri dell'intelligenza artificiale.

## Biografia
Nathaniel Rochester ottiene una laurea in ingegneria elettronica dal Massachusetts Institute of Technology nel 1941. In seguito, lavora per tre anni preso il Radiation Laboratory dello stesso istituto, prima di essere assunto dalla Sylvania Electric Products, dove diviene responsabile per la progettazione e costruzione di equipaggiamenti militari.
Nel 1948, si trasferisce all'IBM, dove progetta l'IBM 701, il primo computer commercialmente prodotto della storia. Nello stesso periodo, programma il primo linguaggio assembly simbolico. Diviene quindi il responsabile tecnico della linea di computer IBM 700.
Negli anni cinquanta, il gruppo di ricerca da lui guidato si occupa di numerosi progetti di pattern recognition e teoria dell'informazione, tra cui la simulazione di reti neurali astratte su un IBM 704. Nel 1956 partecipa alla scrittura della proposta di Dartmouth, che introduce il termine di intelligenza artificiale, e viene considerata l'inizio ufficiale del campo di ricerca. Nel 1958, mentre si trova in visita al MIT, aiuta John McCarthy a sviluppare la prima versione del LISP.
Nel 1960, pressioni da parte degli azionisti della IBM portano alla chiusura del programma di ricerca sull'intelligenza artificiale. Rochester continua a lavorare per l'azienda, dirigendo ricerche nel campo della criogenia e dei diodi tunnel. In seguito, si unisce alla IBM Data Systems Division, dove porta avanti lavori sui linguaggi di programmazione e sulla teoria dell'informatica.

## Riconoscimenti
Nel 1967, diventa IBM Fellow, la maggiore carica tecnica all'interno dell'azienda. Nel 1984 ha ricevuto il Computer Pioneer Award dalla IEEE Computer Society.